# Стоктон на Тизу
Стоктон на Тизу (енгл. Stockton-on-Tees) је град у Уједињеном Краљевству у Енглеској. Према процени из 2007. у граду је живело 79.695 становника.

## Становништво
Према процени, у граду је 2008. живело 79.695 становника.
| 1981.  | 1991.  | 2001.  |
| ------ | ------ | ------ |
| 86,699 | 83,576 | 80,060 |